# 1ª Lega 2020-2021
La 1ª Lega 2020-2021 è stata la 99ª edizione di tale torneo del campionato svizzero di calcio. Il campionato è iniziato il 4 agosto 2020 e si è concluso il 26 giugno 2021.

## Stagione

### Formula
Le 42 squadre partecipanti vengono suddivise in tre gruppi da 14 squadre ciascuno e si affrontano in un girone all'italiana con partite di andata e ritorno. Al termine della regular season, le prime e seconde classificate di ciascun gruppo, più le due migliori terze accedono ai play-off. Le squadre Under-21 possono essere ammesse solo se in Promotion League non vi partecipavano già 4 formazioni, a meno che una di quest'ultime non retrocede in Prima Lega.
Gli spareggi prevedono un primo turno con partite di andata e ritorno mediante i seguenti accoppiamenti:
- migliore 1ª classificata vs peggiore 3ª classificata. Se entrambe provengono dallo stesso gruppo, l'avversaria sarà l'altra 3ª classificata;
- seconda 1ª classificata vs migliore 3ª classificata;
- peggiore 1ª classificata vs peggiore 2ª classificata. Se entrambe provengono dallo stesso gruppo, l'avversaria sarà la seconda 2ª classificata;
- le restanti due squadre formano l'ultimo accoppiamento.

Le quattro squadre vincitrici del doppio confronto affrontano successivamente un secondo turno, sempre con partite di andata e ritorno, per decretare le due promozioni in Promotion League. Gli accoppiamenti vengono definiti tramite sorteggio.

## Gruppo 1

### Classifica
|  | Pos. | Squadra             | Pt | G  | V  | N | P  | GF | GS | DR  |
|  | ---- | ------------------- | -- | -- | -- | - | -- | -- | -- | --- |
|  | 1.   | Young Boys II       | 36 | 13 | 12 | 0 | 1  | 60 | 16 | +44 |
|  | 2.   | Chênois             | 27 | 13 | 8  | 3 | 2  | 22 | 19 | +3  |
|  | 3.   | Bulle               | 26 | 13 | 8  | 2 | 3  | 38 | 20 | +18 |
|  | 4.   | Echallens           | 25 | 13 | 8  | 1 | 4  | 28 | 19 | +9  |
|  | 5.   | Losanna II          | 24 | 13 | 8  | 0 | 5  | 29 | 20 | +9  |
|  | 6.   | Vevey               | 21 | 13 | 7  | 0 | 6  | 24 | 29 | -5  |
|  | 7.   | La Chaux-de-Fonds   | 19 | 13 | 6  | 1 | 6  | 24 | 24 | 0   |
|  | 8.   | Oberwallis Naters   | 18 | 13 | 6  | 0 | 7  | 25 | 21 | +4  |
|  | 9.   | Lancy               | 18 | 13 | 5  | 3 | 5  | 19 | 18 | +1  |
|  | 10.  | Meyrin              | 15 | 13 | 4  | 3 | 6  | 22 | 28 | -6  |
|  | 11.  | Terre Sainte        | 13 | 13 | 4  | 1 | 8  | 21 | 37 | -16 |
|  | 12.  | Martigny            | 9  | 13 | 3  | 0 | 10 | 13 | 36 | -23 |
|  | 13.  | Azzurri Losanna     | 7  | 13 | 2  | 1 | 10 | 17 | 31 | -14 |
|  | 14.  | Olimpique-de-Genève | 7  | 13 | 2  | 1 | 10 | 7  | 31 | -24 |

Legenda:
      Ammessa ai play-off per la promozione in Promotion League 2021-2022.
      Retrocessa in Seconda Lega interregionale 2021-2022.
Regolamento:
Tre punti a vittoria, uno a pareggio, zero a sconfitta.

## Gruppo 2

### Classifica
|  | Pos. | Squadra         | Pt | G  | V  | N | P | GF | GS | DR  |
|  | ---- | --------------- | -- | -- | -- | - | - | -- | -- | --- |
|  | 1.   | Bienne          | 35 | 13 | 11 | 2 | 0 | 28 | 7  | +21 |
|  | 2.   | Baden           | 31 | 13 | 10 | 1 | 2 | 29 | 13 | +16 |
|  | 3.   | Soletta         | 22 | 13 | 6  | 4 | 3 | 28 | 18 | +10 |
|  | 4.   | Bassecourt      | 20 | 13 | 5  | 5 | 3 | 20 | 16 | +4  |
|  | 5.   | Lucerna II      | 19 | 13 | 5  | 4 | 4 | 26 | 17 | +9  |
|  | 6.   | Wohlen          | 19 | 13 | 5  | 4 | 4 | 25 | 19 | +6  |
|  | 7.   | Langenthal      | 19 | 13 | 6  | 1 | 6 | 24 | 23 | +1  |
|  | 8.   | Zugo            | 19 | 13 | 6  | 1 | 6 | 18 | 21 | -3  |
|  | 9.   | Delémont        | 16 | 13 | 4  | 4 | 5 | 24 | 18 | +6  |
|  | 10.  | Grasshoppers II | 15 | 13 | 4  | 3 | 6 | 27 | 27 | 0   |
|  | 11.  | Schötz          | 11 | 13 | 3  | 2 | 8 | 19 | 34 | -15 |
|  | 12.  | Buochs          | 11 | 13 | 3  | 2 | 8 | 14 | 29 | -15 |
|  | 13.  | Muttenz         | 11 | 13 | 3  | 2 | 8 | 16 | 35 | -19 |
|  | 14.  | Goldau          | 6  | 13 | 1  | 3 | 9 | 19 | 40 | -21 |

Legenda:
      Ammessa ai play-off per la promozione in Promotion League 2021-2022.
      Retrocessa in Seconda Lega interregionale 2021-2022.
Regolamento:
Tre punti a vittoria, uno a pareggio, zero a sconfitta.

## Gruppo 3

### Classifica
|  | Pos. | Squadra             | Pt | G  | V  | N | P | GF | GS | DR  |
|  | ---- | ------------------- | -- | -- | -- | - | - | -- | -- | --- |
|  | 1.   | Wettswil-Bonstetten | 34 | 13 | 11 | 1 | 1 | 28 | 8  | +20 |
|  | 2.   | Tuggen              | 26 | 13 | 8  | 2 | 3 | 34 | 22 | +12 |
|  | 3.   | Linth 04            | 24 | 13 | 7  | 3 | 3 | 26 | 20 | +6  |
|  | 4.   | Winterthur II       | 21 | 13 | 6  | 3 | 4 | 20 | 15 | +5  |
|  | 5.   | Paradiso            | 20 | 13 | 5  | 5 | 3 | 18 | 13 | +5  |
|  | 6.   | Gossau              | 18 | 13 | 5  | 3 | 5 | 25 | 21 | +4  |
|  | 7.   | Eschen/Mauren       | 16 | 13 | 3  | 7 | 3 | 23 | 23 | 0   |
|  | 8.   | Thalwil             | 16 | 13 | 4  | 4 | 5 | 18 | 21 | -3  |
|  | 9.   | San Gallo II        | 15 | 13 | 4  | 3 | 6 | 23 | 26 | -3  |
|  | 10.  | Balzers             | 15 | 13 | 4  | 3 | 6 | 23 | 28 | -5  |
|  | 11.  | Höngg               | 14 | 13 | 4  | 2 | 7 | 20 | 24 | -4  |
|  | 12.  | Kosova Zurigo       | 14 | 13 | 4  | 2 | 7 | 19 | 27 | -8  |
|  | 13.  | Dietikon            | 10 | 13 | 3  | 1 | 9 | 18 | 33 | -15 |
|  | 14.  | Red Star Zurigo     | 9  | 13 | 2  | 3 | 8 | 13 | 27 | -14 |

Legenda:
      Ammessa ai play-off per la promozione in Promotion League 2021-2022.
      Retrocessa in Seconda Lega interregionale 2021-2022.
Regolamento:
Tre punti a vittoria, uno a pareggio, zero a sconfitta.